# Noite de 4 de Agosto

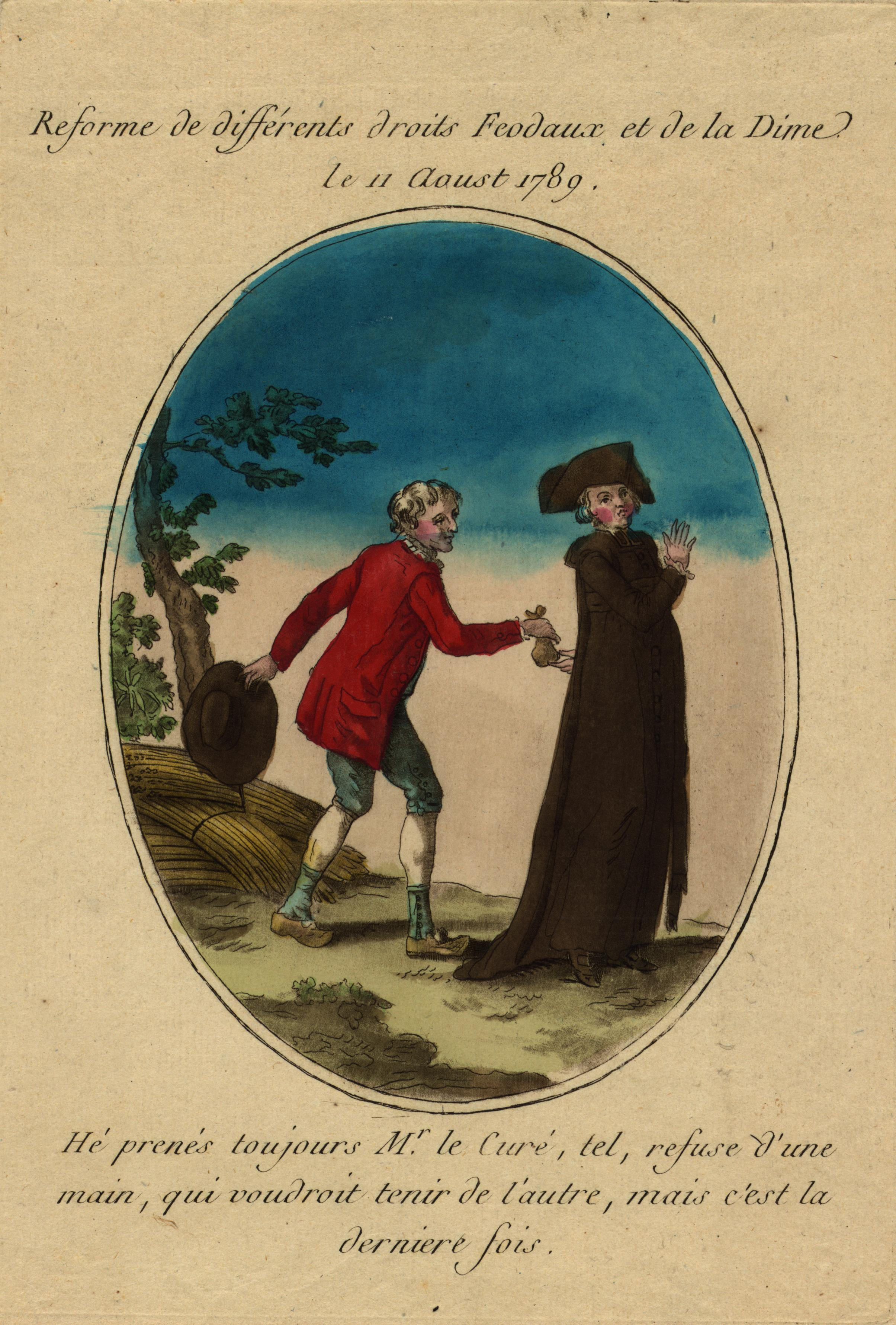
« Reforma dos diferentes direitos feudais e do dízimo. 11 de Agosto de 1789. »
Caricatura anônima de 1789.
Um homem do Terceiro Estado : « Hé, tome, Sr. Cura, mas é a última vez »

A Noite de 4 de Agosto de 1789 foi um evento fundamental no contexto da  Revolução Francesa, já que, no decurso de uma sessão acontecida nesta data, a Assembleia Nacional Constituinte pôs fim ao sistema feudal.

## Contexto histórico
Após a Tomada da Bastilha, em 14 de Julho de 1789, desenvolve-se na França, principalmente nos campos, uma onda de revoltas chamada de o "Grande Medo". Em certas regiões, os camponeses atacam seus senhores, seus bens e seus arquivos, em particular os livros que servem para estabelecer seus direitos senhoriais.
A noite de 4 de Agosto é uma resposta a essa insurreição. A Assembleia Constituinte encontrava-se elaborando a futura constituição assim com a Declaração dos Direitos do Homem e do Cidadão quando recebe relatos inquietantes a propósito da instabilidade que assola a França. Face a essa crise, duas soluções são consideradas. A primeira quer reafirmar os valores da propriedade e assim derrubar a revolta. Esta solução é logo rejeitada, pois ela apenas serviria para reforçar a oposição dos camponeses ao sistema feudal. A segunda solução pretende instaurar uma rede de escritórios de auxílio, que permitiria ajudar aos mais pobres. Porém esta solução não atende à urgência da situação.
É então que, para sair desse bloqueio, nasce a ideia da abolição dos direitos senhoriais, ideia essa provavelmente germinada no seio do Clube Bretão, pequeno grupo de deputados que haviam tomado o hábito de discutirem entre si assuntos referentes à Assembleia.

## A efervescência dos acontecimentos

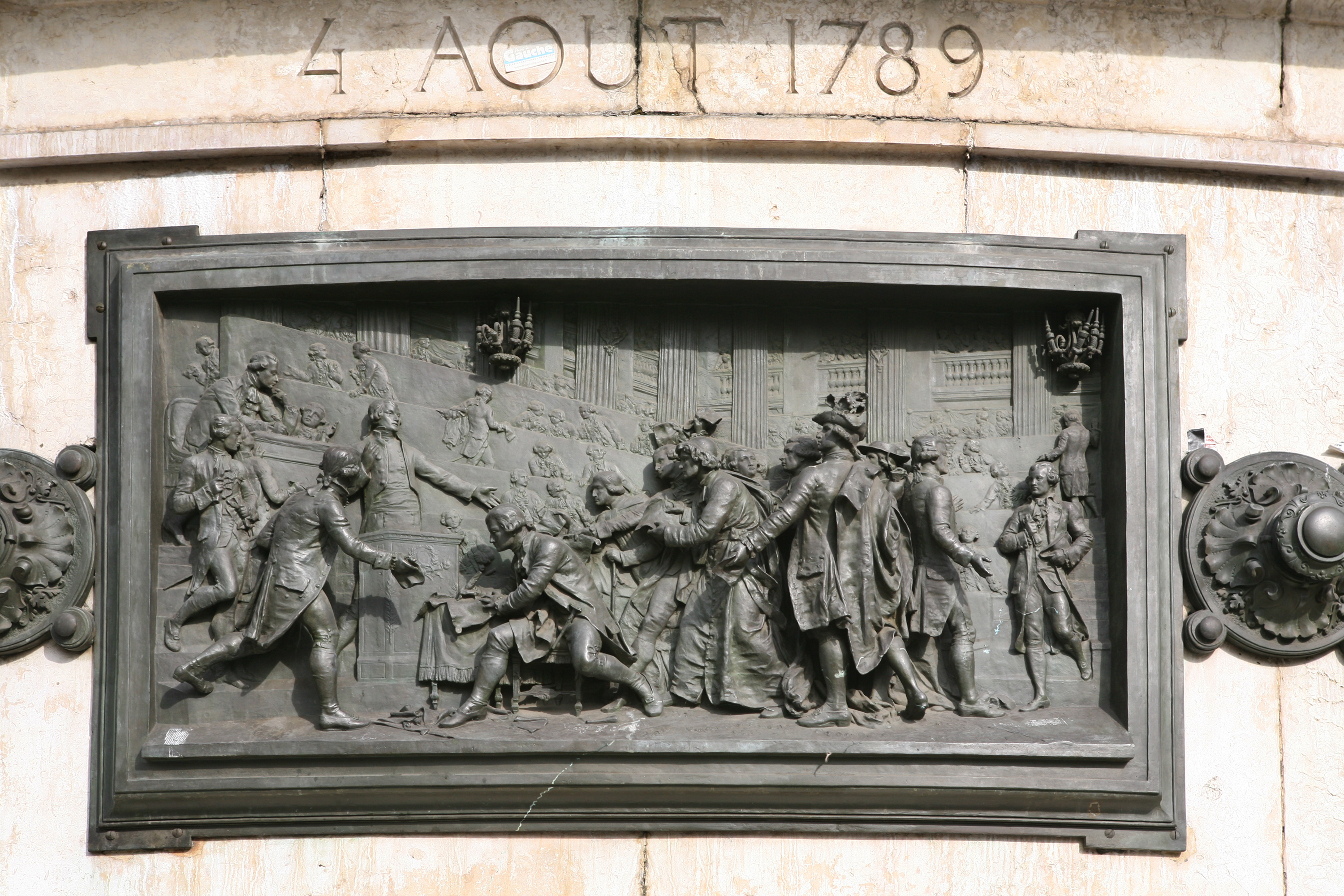
Noite de 4 de Agosto, alto-relevo em bronze de Léopold Morice, Monumento à Republica, Praça da República, Paris, 1883

Em 3 de Agosto de 1789, o Duque d'Aiguillon lança no Clube Bretão a ideia da abolição dos direitos feudais. No dia seguinte, no final da tarde, o Visconde de Noailles propõe à Assembleia Constituinte de suprimir os privilégios para levar calma às províncias. O Duque d'Aiguillon propóe a igualdade de todos diante dos impostos e a recompra dos direitos feudais. Em sequência, numa atmosfera indescritível, é proposta a supressão das banalidades, das pensões sem título, das juridições senhoriais, do direito de caça e dos privilégios eclesiásticos.
O Duque du Châtelet propõe então a recompra do dízimo.
| “ | Parecia tudo acabado. Uma cena não menor começava. Depois dos privilégios de classes, vieram os das províncias. As que eram chamadas "Pays d'État", que possuíam privilégios próprios, diversas vantagens sobre as liberdades, os impostos, coraram por seu egoismo, quiseram tornar-se França, mesmo que isso custasse um preço para seu interesse pessoal, para suas velhas e boas lembranças. O Dauphiné, desde 1788, o havia oferecido magnanimamente por si e assim aconselhado as outras províncias. Ele renovou sua oferta. Os mais obstinados, os bretões, ainda que presos a seus mandatos, presos a antigos tratados de sua província com a França, não manifestaram menor desejo de se reunir. A Provença disse o mesmo, depois a Borgonha e La Bresse, Normandia, Poitou, Auvergne, Artois. A Lorena, de forma tocante, diz que não temerá a dominação de seus soberanos adorados que fossem pais do povo, se ela tivesse a alegria de juntar-se a seus irmãos, de entrar com eles na casa materna da França, nessa imensa e gloriosa família ! Depois foi a vez das cidades. | ” |
|   | — Jules Michelet, Histoire de Révolution française (em francês), Flammarion, 1897-1898. |   |

Finalmente, Lally-Tollendal termina a sessão em apoteose, proclamando o rei Luís XVI como « restaurador da liberdade francesa ». Em apenas uma noite os fundamentos do sistema de ordens desmoronam. Nos dias seguintes, o clero tenta derrubar a supressão do dízimo, mas o presidente da Assembleia, Isaac Le Chapelier, aceitando apenas discussões sobre a forma, faz com que os decretos de 4 de Agosto sejam efetivamente redigidos no dia 11.
Já no dia seguinte, o rei Luís XVI escreve ao Arcebispo de Arles:
| “ | Não consentirei jamais que meu clero, minha nobreza sejam esfolados. Não darei minha sanção a decretos que os esfolem ; é nessa hora que o povo francês poderá acusar-me de injustiça ou fraqueza. Senhor Arcebispo, vós vos submeteis aos decretos da Providência ; eu creio submeter-me a ela ao não me abandonar a este entusiasmo que amparou-se de todas as ordens, mas que apenas resvala por minha alma. Se a força obrigar-me a sancionar, então eu cederei, porém então não haverá mais na França nem Monarquia, nem monarca. | ” |

Luís XVI só dá sua sanção a esses decretos constrangido, em 5 de Outubro de 1789. Assim desapareciam os privilégios do clero, dos nobres, das corporações, das cidades e das províncias.
No entanto, os direitos feudais são considerados recuperáveis, o que, na prática, conduz a sua manutenção até o dia 17 de Julho de 1793, quando a Convenção vota por sua abolição completa, sem indenização, e a queima dos títulos feudais.